# Aussenzio di Bitinia
Aussenzio di Bitinia (Siria, V secolo – Monte Skopas, 14 febbraio 473) è stato un monaco cristiano bizantino, venerato dalla Chiesa cattolica e dalla Chiesa ortodossa come santo.
Nacque da un persiano di nome Auddas, militò nelle guardie equestri di Teodosio il giovane, poi si ritirò per fare vita da eremita, accusato di monofisismo fu invitato al Concilio di Calcedonia, a seguito delle sue precisazioni, fu discolpato dall'imperatore Marciano.

## Agiografia
Nacque in Siria da genitori persiani e trascorse la giovinezza fra studi letterari e teologici. Poi entrò nella quarta turma dei cavalieri della guardia di Teodosio il giovane a Costantinopoli, fece amicizia con un monaco di nome Giovanni ed un prete di nome Antimo, assieme ai quali nelle ore libere dal servizio militare si dedicò a preghiere continue, digiuni ed esercizi di pietà nella chiesa di Santa Irene. Spesso predicò il vangelo ai commilitoni, e presto si diffuse attorno a lui un alone di santità.
Lasciò allora l'esercito e si ritirò in una caverna del monte Ossia, in Bitinia, nei pressi di Calcedonia, vestendosi di pelli ruvide, con il proposito di imitare la vita di san Giovanni Battista nel deserto, ma fu presto scoperto da alcuni giovani pastori che avevano perso il gregge e ai quali Aussenzio lo aveva fatto ritrovare miracolosamente. La sua fama di santità si sparse anche in quei luoghi sperduti e gli vennero portati ciechi, paralitici, indemoniati, lebbrosi e altri malati, affinché li guarisse, e lui li guariva tutti, benedicendoli con segni di croce e ungendoli con olio santo, fra gli altri liberò dal demonio la figlia di un cittadino di Castomena e ridiede la vista ad una principessa di Nicomedia pronunciando queste parole: ”Che Gesù Cristo, che è la vera luce rischiari i tuoi occhi”.
Dopo dieci anni, nel 451, l'imperatore Marciano, richiesto dal papa Leone I, convocò il Concilio di Calcedonia per condannare l'eresia monofisita di Eutichio. L'imperatore nutriva una grandissima stima per Aussenzio, ma poiché gli era giunta qualche voce malevola che l'eremita avesse sostanzialmente aderito all'eresia, volle convocarlo al concilio per consentirgli di fugare ogni dubbio sull'ortodossia della sua fede.
Aussenzio, geloso della sua solitudine, inizialmente si rifiutò di seguire la delegazione imperiale, poi però, per obbedienza, acconsentì a partire, ma poiché era estenuato dai digiuni, fu fatto salire su un carro, e il viaggio divenne una sorta di processione, infatti moltissimi poveri suoi amici, che avevano paura di perderlo, lo seguirono a piedi fino a Calcedonia per tutto il viaggio, che fu costellato da tutta una serie di fatti miracolosi. I monaci del monastero di File dove si fermò, restarono stupiti per la sua capacità di resistere a lunghissimi digiuni. Anche nel monastero di sant'Ipazio, vicino Calcedonia, dove fu ospitato avvennero parecchi prodigi e vi accorse una gran folla di persone che chiedevano e ottenevano grazie per l'intercessione di Aussenzio.
Quando finalmente giunse a Calcedonia il concilio era già concluso, ma l'imperatore volle ricevere Aussenzio, affinché questi concordasse e approvasse le decisioni conciliari. Egli molto umilmente rispose:”Chi sono io, se non un cane morto? E perché voi o principe mi elevate al rango di dottore della chiesa? Mentre non sono altro che l'ultimo del gregge di Gesù Cristo, e io stesso ho tanto bisogno di essere istruito dai suoi capi!" Tuttavia l'imperatore volle che Aussenzio esaminasse i deliberati conciliari, questi li lesse con attenzione e poi dichiarò che li approvava pienamente, perché non contraddicevano affatto quelli del Concilio di Nicea.
Aussenzio chiese poi di potersi ritirare in un luogo ancora più isolato del precedente, fece costruire un monastero sul monte Skopa e vi si ritirò, facendosi rinchiudere in una cella dalla quale comunicava con l'esterno solo attraverso una piccola grata. Ma molti fedeli devoti continuavano ad accorrere da lui, che non si rifiutava di accogliergli e di dare loro insegnamenti di vita. Raccomandava di festeggiare, oltre la domenica, anche il venerdì, digiunando e pregando perché quello era il giorno della Passione di Cristo, e proponeva ai padroni di lasciare liberi gli operai il venerdì pur continuando a dare loro il salario per quel giorno. Sconsigliava anche di assistere agli spettacoli del Circo, perché questi eccitavano istinti criminali. Soccorse, rianimandolo, un altro eremita, Basilio, che era tormentato dai demòni.
Infine, poiché una nobile, dama d'onore dell'imperatrice Elia Pulcheria lo supplicava di accoglierla e di darle un abito religioso, e assieme a lei tante altre nobili dame, egli diede loro per abito un gran mantello di tela ruvida di sacco, e fece costruire un monastero per loro, in un luogo più riparato, a un miglio dal suo, diede loro una regola, ed esse spesso andavano a trovarlo per averne insegnamenti su come meglio servire il Cristo. Esse furono chiamate trichinaraeae, dalla tela di sacco che indossavano.
Aussenzio ebbe anche un grande dono di profezia, la notte che morì san Simeone stilita egli ne fu informato dall'anima dello stesso santo che gli apparve mentre pregava con gli altri monaci, egli lo disse subito a tutti; qualche giorno dopo giunse dalla Siria la notizia della morte di Simeone e tutto corrispondeva con quanto già annunziato da Aussenzio.
Morì dopo una lunga vita il 14 febbraio 473.

## Culto
Il Martirologio romano fissa la memoria liturgica il 14 febbraio.
Alla sua morte i monaci del monastero di sant’Ipazio chiesero di seppellirlo con grandi onori nel loro monastero, e anche le trichinaraeae chiesero l'onore di poterlo ospitare, e così, alla fine l'imperatore Leone I accordò loro l'onore di poter ospitare le reliquie del santo. Si racconta che presso di esse si verificarono molti miracoli. Lo stesso monte Skopas porta ancora oggi il nome di monte Sant'Aussenzio